# Colonia (SAD)
Colonia je u SAD-u naziv za vrstu neformalnih pograničnih naselja. Pojam obuhvaća neuključeno, niskog prihoda, slumovsko područje smješteno duž pojasa uz meksičko - američku državnu granicu koje je izraslo dolaskom divljih naselja neformalnih stambenih jedinica. Colonije se sastoje od periurbanih stambenih naselja ispod standarda, kojima nedostaju osnovne usluge kao pitka voda, priključak na električnu mrežu, uređen cestovni pristup, uređen odljev oborinskih voda, izostanak uređenog rješenja kanalizacije i crnih jama te upravljanja otpadom.
Često su smještena u zemljopisno inferiornim lokacijama, kao u bivšim poljoprivrednim poplavnim ravnicama, zbog čega je čest problem poplava. Nadalje urbanizacija je povećala probleme, kad razvijatelji skidaju gornji sloj tla radi podjele zemljište, zbog čega ravnice se pretvaraju u mjestom razmnožavanja komaraca i zaraznih bolesti.
Tradicionalne metode financiranja među vlasnicima kuća rijetke su među stanovnicima colonija, i stoga ta područja se sastoje od trošnih oronulilh stambenih jedinica građenih dostupnim nađenim materijalom na širinama nerazvijana zemljišta. Prevladavajuće stanovništvo colonija su Latinoamerikanci od čega 85 posto njih mlađih od 18 godina su državljani SAD. SAD gleda na te pogranične zajednice kao mjestom bezakonja, siromaštva, nazadnosti i etničke razlike.